# Gotyk

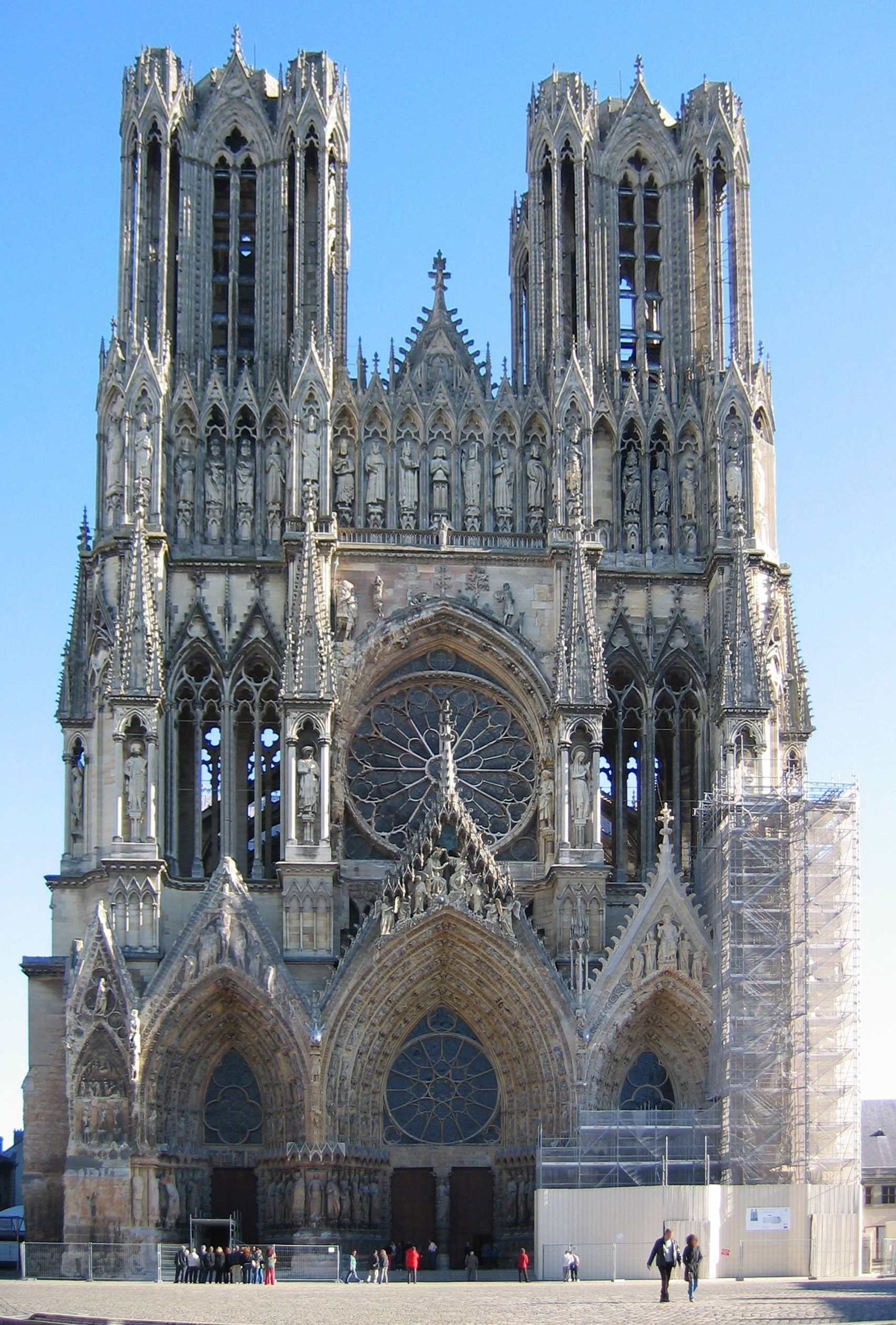
Fasada katedry w Reims (Francja)

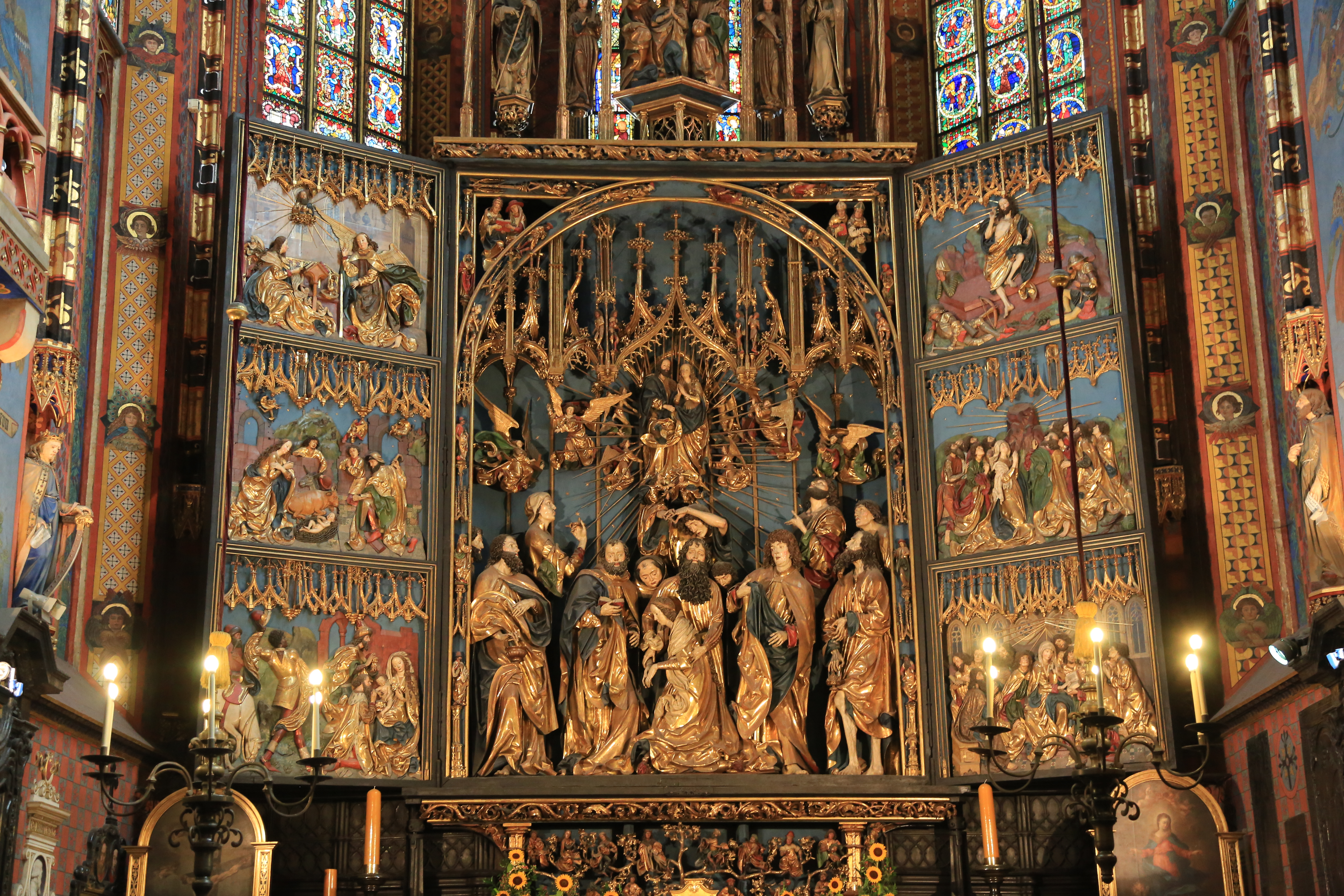
Ołtarz Mariacki Wita Stwosza

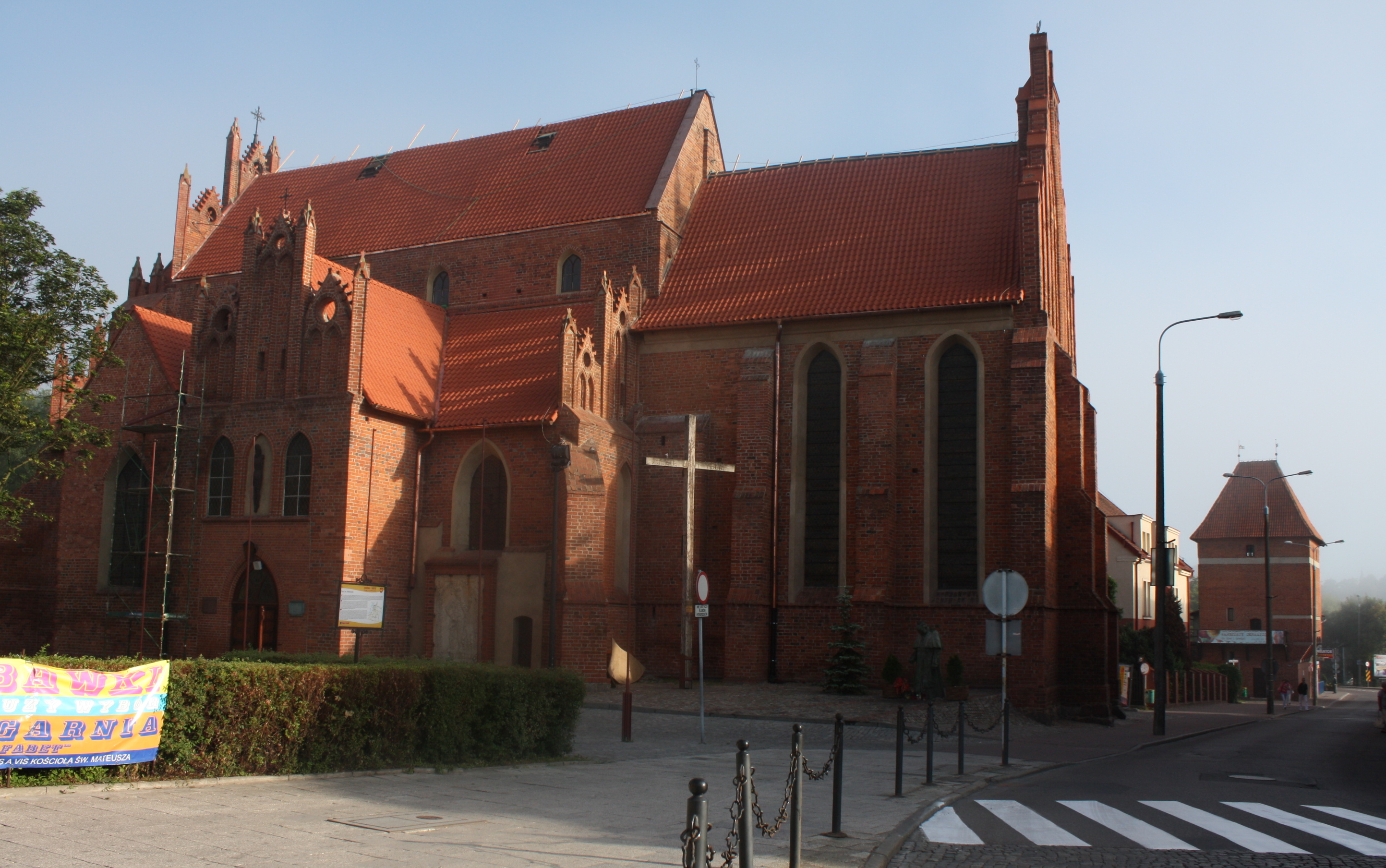
Kościół św. Mateusza w Starogardzie Gdańskim

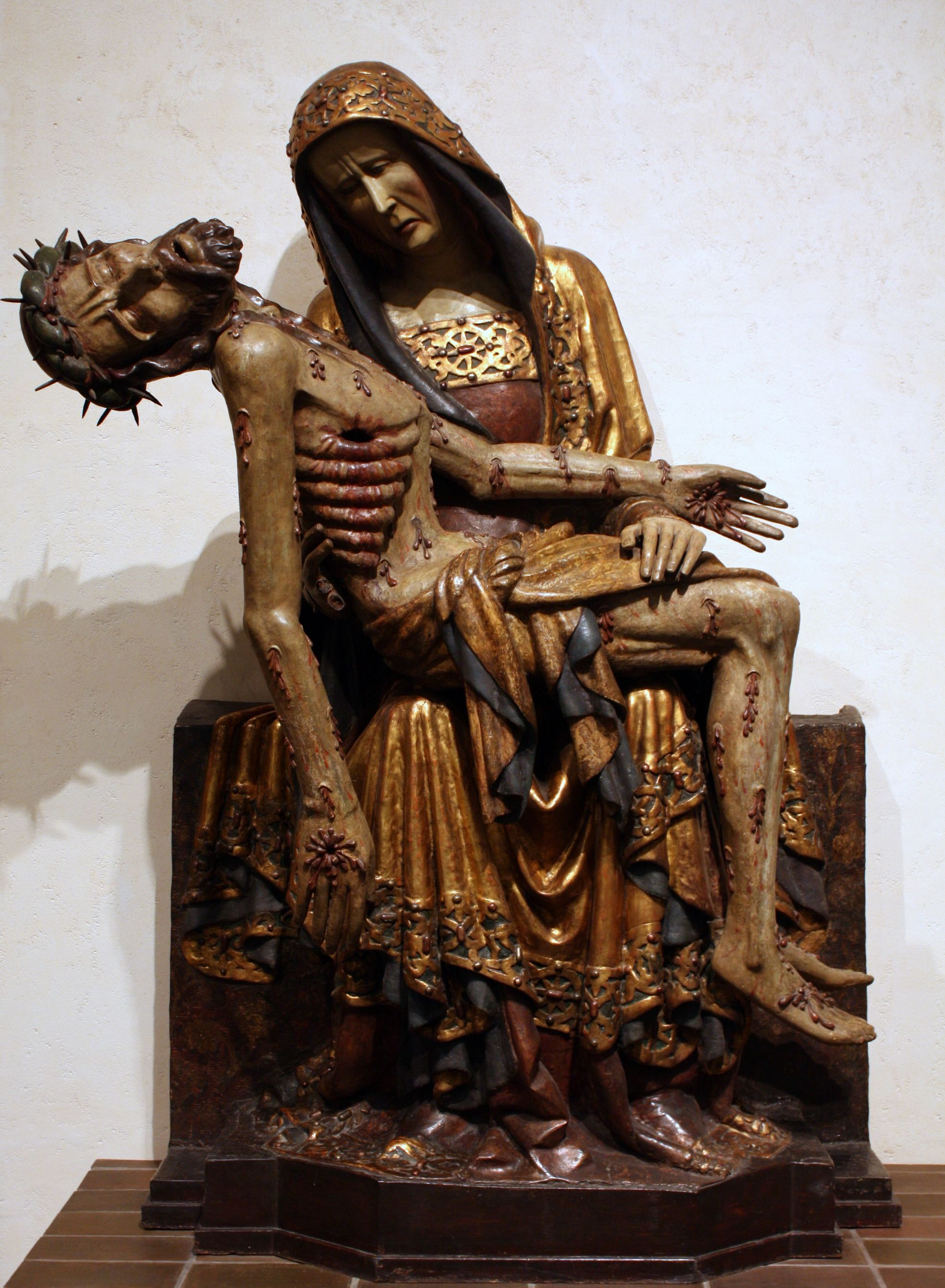
Pietà z Lubiąża

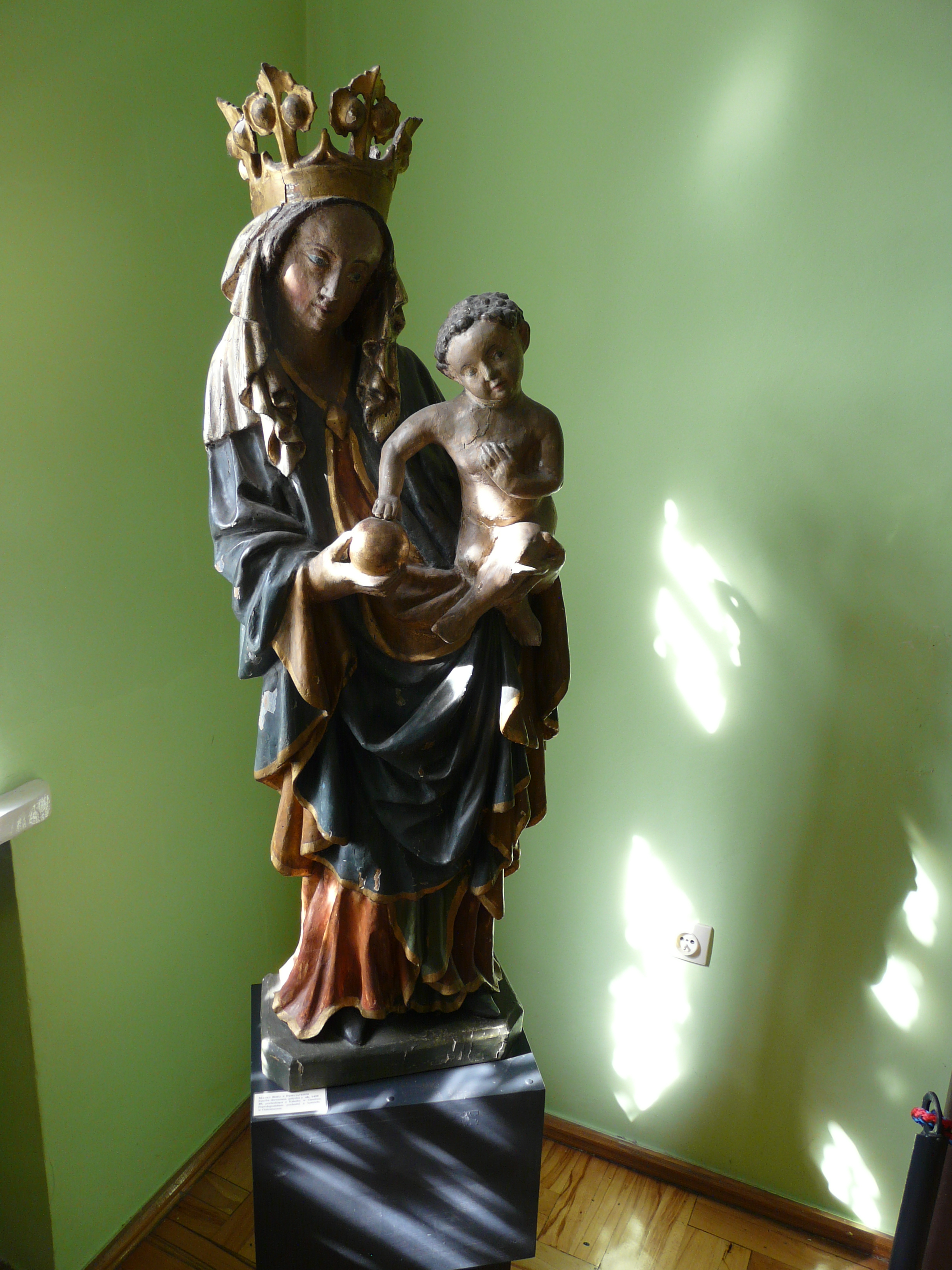
Figura Maryi z Jezusem z Gniezna

Gotyk – styl w architekturze i innych dziedzinach sztuk plastycznych (rzeźbie, malarstwie i sztuce sepulkralnej), który powstał przed połową XII wieku we Francji i szybko rozprzestrzenił się w Anglii (zob. architektura gotycka w Anglii), następnie w wielu innych państwach Europy.
Powstanie gotyku związane jest z rozwijającymi się pod koniec średniowiecza kulturami dworską, rycerską i mieszczańską.
Gotyk dzieli się na trzy okresy, których czas trwania jest różny dla poszczególnych państw:
- gotyk wczesny
- gotyk dojrzały
- gotyk późny, zwany płomienistym (flamboyant)

Nazywanie stylu gotyckim zaczęło się w epoce odrodzenia i znaczyło to wówczas tyle, co barbarzyński. Goci – germańscy barbarzyńcy – od V wieku zalewali cesarstwo rzymskie, dlatego tę „barbarzyńską” sztukę nazwano gotykiem.

## Architektura
W gotyku budowle odznaczały się dużą lekkością w stosunku do budowli romańskich. Miały one wiele okien, wypełnianych zazwyczaj witrażami, strzeliste wieże, bogato zdobione portale. Cechami charakterystycznymi dla architektury gotyckiej jest stosowanie łuku ostrego, sklepienia krzyżowo-żebrowego i systemu łuków przyporowych, odciążających ściany budowli. Lekkości dodawały sterczyny – wieńczące wieżyczki. Wnętrza kościołów zdobiły często freski, przedstawiające sceny biblijne. Kościoły były zazwyczaj budowane na planie wydłużonym, o przekroju bazylikowym lub hali (3-nawowe, z jedną nawą główną i dwiema bocznymi bądź 5-nawowe z 4 nawami bocznymi). Spotyka się też inne układy – kościoły salowe, pseudobazyliki, a nawet kościoły o układzie centralnym.

## Rzeźba gotycka
Rzeźba gotycka narodziła się jako rzeźba architektoniczna w połowie XII wieku w regionie Île-de-France, gdy opat Suger zbudował bazylikę w Saint-Denis (ok. 1140), uważaną za pierwszą gotycką budowlę, a następnie katedrę w Chartres (ok. 1145). Wcześniej nie istniała w Île-de-France tradycja rzeźbiarska, tak więc rzeźbiarze byli sprowadzani z Burgundii. Byli oni twórcami figur służących jako kolumny w zachodnim (tzw. Królewskim) portalu katedry w Chartres, które zrewolucjonizowały rzeźbę. Był to całkowicie nowy wynalazek, który jednocześnie posłużył jako model dla przyszłych pokoleń rzeźbiarzy. Istnieje jednak prawdopodobieństwo, że wzorem dla portalu w Chartres był wcześniejszy, zniszczony w czasie XVIII i XIX wieku, portal zachodni kościoła opackiego w Saint-Denis.
Z Francji nowy styl promieniował na Europę. W Niemczech od roku 1225 tworzono wystrój rzeźbiarski katedry w Bambergu, największy zespół rzeźby gotyckiej XIII w., z kulminacją w 1240 r., gdy powstał Jeździec bamberski, pierwszy pomnik konny w sztuce zachodniej od VI wieku. W Anglii rzeźba była raczej ograniczona do rzeźby nagrobkowej i dekoracji niefiguralnych, co częściowo było spowodowane niechęcią cystersów do bogatej dekoracji figuralnej. We Włoszech wciąż były żywe wpływy antyczne, ale gotyk został tam wprowadzony wraz z powstaniem ambon w Pizie (1269) i Sienie. Późnymi arcydziełami włoskiej rzeźby gotyckiej są groby rodziny Scaligeri w Weronie (XIV w.).
Styl rzeźby gotyckiej ewoluował. Początkowo postacie były sztywne i wydłużone, częściowo jeszcze pod wpływem tradycji romańskiej, w końcu XII i początku XIII w. zyskały na przestrzenności i realizmie. Wpływy rzeźb antycznych Grecji i Rzymu były widoczne w traktowaniu szat, ekspresji twarzy i pozie.

## Malarstwo
Rozwija się wówczas malarstwo o ostrym, wyrazistym rysunku. Artyści śmiało wydłużają postacie, dbając przede wszystkim o ich siłę wyrazu – ekspresję. Wyobraźnia późnogotyckich artystów jest często okrutna. Z upodobaniem prezentują oni sceny męki i tortur, okaleczone i zdeformowane cierpieniem ciała Zbawiciela i świętych ludzi.

## Przedstawiciele gotyku
Większość dzieł z tego okresu jest anonimowa, niemniej jednak znane są nazwiska części artystów, takich jak Hans Pleydenwurff, Michael Wolgemut, Wit Stwosz, Tilman Riemenschneider, Peter Vischer starszy, Robert Campin, Peter Parler, Jan Polak czy Martin Schongauer.

## Literatura
- Sztuka Świata, z. 4, praca zbiorowa, Wydawnictwo Arkady, 1990 r.
- Sztuka gotyku, red. Rolf Toman, wyd. Könemann, 2000 r.
- Gothic Sculpture 1140-1300, Paul Williamson, Yale University Press, New Haven and London 1995.